# National Science Foundation
National Science Foundation (NSF) (Nemzeti Tudományos Alap), az Egyesült Államok független szövetségi szervezete, amelyet a Kongresszus 1950-ben alapított. Célja a tudomány haladásának a támogatása. Évi büdzséje 6,9 milliárd US dollár. Az NSF az amerikai intézményeknél végzett kutatások 20%-t fedezi. NSF a fő forrása a szövetségi támogatásnak több olyan területen, mint a matematika, számítástechnika és társadalomtudományok. Az NSF küldetése a korlátozott idejű pályázati támogatás; évente közel 10 000 új támogatás születik, átlagosan 3 év időtartamra. A kutatási pályázati támogatásokat szigorú és objektív érték vizsgálat előzi meg. A támogatás többsége egyéni kutatókhoz vagy kutatók kisebb csoportjához kerül. Másrészt kutató központok, műszerbeszerzések és tanulók támogatását célozza meg az NSF a nagyobb tudás elérésére.
Sok felfedezés és technológiai újdonság forradalminak mondható. Az elmúlt néhány évtizedben NSF által támogatott kutatók közül több mint 180-an Nobel-díjat kaptak és további számos jelentős díjban részesültek.
NSF támogatja a kutatásokhoz szükséges műszerbeszerzéseket is.
Egy másik jelentős támogatási cél a tudományos és műszaki oktatás, egészen a gyermekkortól az egyetemig.

A szervezet logója

Az NSF mottója: „NSF, ahol a felfedezések kezdődnek”.

## Szervezete
Az NSF-nek 1700 munkatársa van és közel mindenki a központban, Arlingtonban (Virginia) dolgozik. Ezek között 150 tudós különböző intézetekből állandóan vagy ideiglenesen van szolgálatban. 200-an a szerződéseket intézik.
Az NSF igazgatóját, helyettesét és a Nemzeti Tudományos Testületet National Science Board (NSB) az USA elnöke jelöli ki és a Szenátus erősíti meg. Az igazgató és a helyettese felelősségi területe: az adminisztráció, a tervezés, a költségvetés és a támogatások napi ügyei. Az NSB egy évben hatszor ülésezik, ahol az általános politikát határozzák meg.

## Kutatási igazgatóságok
NSF kutatási és oktatási támogatásait hét igazgatóságon keresztül intézi:
- Biológiai tudományok ( molekuláris, celluláris és organikus biológia, környezeti tudományok)
- Számítógépek és információ technológiai tudományok (alapvető számítástechnika, számítógépes hálózati rendszerek, mesterséges intelligencia)
- Mérnöki tudományok (Bio-, környezeti rendszerek, civil- és mechanikai rendszerek, kémiai- és szállítási rendszerek, elektromos- és kommunikációs rendszerek, tervezés, gyártástechnológia)
- Földtudományok (Geológia, atmoszferikus és óceán tudományok)
- Matematikai és fizikai tudományok (Matematika, asztronómia, fizika, vegyészet, és anyagtechnológia)
- Szociális-, viselkedés- és gazdasági tudományok (Neurotudományok, menedzselés, pszichológia, szociológia, antropológia, nyelvészet és gazdaság)
- Oktatás és Emberi erőforrások (Minden területen)

## Egyéb kutatási hivatalok
- Kibernetikai hivatal
- Sarki kutatások hivatala
- Integrált aktivitások hivatala
- Nemzetközi tudományos és mérnöki hivatal

## Összetett programok
A kutatásokon túl az NSF támogat olyan projekteket is, amelyek több tudományág között koordinálja az együttműködést. Ilyenek például:
- Nanotechnológia[1]
- Digitális könyvtárak[2]
- Fertőző betegségek ökológiája[3]

Több esetben ezek a projektek más USA-beli szövetségi szervezet együttműködést is igénybe veszik.

## Pályázatok elbírálása
Több más szövetségi szervezetnek van saját laboratóriuma, mint például a NASA (National Aeronautics and Space Administration)-nak, az NSF-nek nincs. Ehelyett versenyképes korlátozott időtartamú támogatásokat ad a különböző kutató közösségeknek. Van amiért folyamodni (pályázni) kell és van amiért nem kell.
Az NSF évente közel 40 000 pályázatot értékel és ebből kereken 10 000-t támogat.
A pályázatot elnyerők igen gondos elbírálási folyamaton keresztül juthatnak a támogatáshoz. Az elbírálást független tudósok, mérnökök és oktatók végzik, akiket az NSF úgy válogat ki, hogy az elbírálóknak semmi érdekeltsége se legyen az aktuális pályázattal kapcsolatban. A kiválasztás szigorúan bizalmas, a pályázok nem tudják, hogy kik döntenek a pályázatokról.
Az NSF ösztöndíjak többsége egyéni pályázókat, vagy kisebb kutatói csoportokat támogat. Az egész kutatói közösséget érintő projektek is kapnak támogatást.
A kutatói társadalmon felül NSF támogatásokat ad egyetemistáknak a REU nyári programon keresztül. Végzett egyetemistákat az IGERT (Integrative Graduate Education Research Traineeships) és AGEP (Alliance for Graduate Education and the Professoriate), valamint a Graduate Research Fellowships programokon keresztül támogatja.

## Fordítás
Ez a szócikk részben vagy egészben  a   National Science Foundation című angol Wikipédia-szócikk fordításán alapul.  Az eredeti cikk szerkesztőit annak laptörténete sorolja fel. Ez a jelzés csupán a megfogalmazás eredetét és a szerzői jogokat jelzi, nem szolgál a cikkben szereplő információk forrásmegjelöléseként.